# Philenora omophanes
Philenora omophanes là một loài bướm đêm thuộc phân họ Arctiinae, họ Erebidae.